# Specklinia catoxys
Specklinia catoxys är en orkidéart som först beskrevs av Carlyle August Luer och Alexander Charles Hirtz, och fick sitt nu gällande namn av Carlyle August Luer. Specklinia catoxys ingår i släktet Specklinia och familjen orkidéer. Inga underarter finns listade i Catalogue of Life.